# Klass A 1958/59
Die Saison 1958/59 war die 13. Spielzeit der Klass A als höchste sowjetische Eishockeyspielklasse. Den sowjetischen Meistertitel sicherte sich zum insgesamt siebten Mal der ZSK MO Moskau.

## Modus
Die 17 Mannschaften der Klass A wurden vor Saisonbeginn nach der Vorjahresplatzierung in zwei Gruppen eingeteilt, wobei nur die Teilnehmer der ersten Gruppe um die Meisterschaft spielten.
Jeder Teilnehmer spielte in der Hauptrunde drei Mal gegen jeden Gruppengegner, wodurch die Anzahl der Spiele pro Mannschaft 27 respektive 24 betrug. Meister wurde die Mannschaft mit den meisten Punkten. Für einen Sieg erhielt jede Mannschaft zwei Punkte, bei einem Unentschieden gab es einen Punkt und bei einer Niederlage null Punkte.

## Tabellen
Die Gruppe 1 spielte die Plätze 1 bis 10 aus, die Gruppe 2 die Plätze 11 bis 17.

### Gruppe 1
|     | Klub                  | Sp | S  | U | N  | T   | GT  | Punkte |
| --- | --------------------- | -- | -- | - | -- | --- | --- | ------ |
| 1.  | ZSK MO Moskau         | 27 | 20 | 4 | 3  | 163 | 49  | 44     |
| 2.  | Dynamo Moskau         | 27 | 18 | 4 | 5  | 105 | 50  | 40     |
| 3.  | Krylja Sowetow Moskau | 27 | 18 | 4 | 5  | 107 | 63  | 40     |
| 4.  | Lokomotive Moskau     | 27 | 12 | 6 | 9  | 93  | 74  | 30     |
| 5.  | Spartak Moskau        | 27 | 13 | 4 | 10 | 92  | 102 | 30     |
| 6.  | SKWO Leningrad        | 27 | 7  | 6 | 14 | 62  | 95  | 20     |
| 7.  | Chimik Woskressensk   | 27 | 8  | 4 | 15 | 59  | 93  | 20     |
| 8.  | Traktor Tscheljabinsk | 27 | 8  | 3 | 16 | 78  | 122 | 19     |
| 9.  | Torpedo Gorki         | 27 | 6  | 2 | 19 | 66  | 119 | 14     |
| 10. | Kirowez Leningrad     | 27 | 5  | 3 | 19 | 60  | 118 | 13     |

Sp = Spiele, S = Siege, U = Unentschieden, N = Niederlagen

### Gruppe 2
|     | Klub                       | Sp | S  | U | N  | T   | GT  | Punkte |
| --- | -------------------------- | -- | -- | - | -- | --- | --- | ------ |
| 11. | SKA MWO Kalinin            | 24 | 18 | 2 | 4  | 125 | 58  | 38     |
| 12. | Dynamo Nowosibirsk         | 24 | 18 | 1 | 5  | 133 | 67  | 37     |
| 13. | DK im. K.Marxa Elektrostal | 24 | 16 | 1 | 7  | 104 | 83  | 33     |
| 14. | Spartak Swerdlowsk         | 24 | 9  | 3 | 12 | 79  | 77  | 21     |
| 15. | LIISchT Leningrad          | 24 | 8  | 0 | 16 | 69  | 111 | 16     |
| 16. | SK im. Swerdlowa Perm      | 24 | 6  | 1 | 17 | 62  | 108 | 13     |
| 17. | Daugava Riga               | 24 | 4  | 2 | 18 | 50  | 118 | 10     |

## Beste Torschützen
Abkürzungen: T = Tore, V = Assists, Pkt = Punkte; Fett: Saisonbestwert
| Spieler            | Team                | Tore |
| ------------------ | ------------------- | ---- |
| Wiktor Jakuschew   | Lokomotive Moskau   | 21   |
| Konstantin Loktew  | ZSK MO Moskau       | 19   |
| Boris Majorow      | Spartak Moskau      | 18   |
| Walentin Kusin     | Dynamo Moskau       | 18   |
| Stanislaw Petuchow | Dynamo Moskau       | 17   |
| Juri Krawtschenko  | Spartak Moskau      | 15   |
| Alexei Triakin     | Torpedo Gorki       | 14   |
| Juri Borissow      | Chimik Woskressensk | 14   |
| Leonid Wolkow      | ZSK MO Moskau       | 14   |
| Walentin Tschistow | Dynamo Moskau       | 14   |

## Sowjetischer Meister
| Meister ZSK MO Moskau | Torhüter: Juri Owtschukow, Nikolai Putschkow Verteidiger: Wladimir Breschnew, Genrich Sidorenkow, Nikolai Sologubow, Iwan Tregubow, Dmitri Ukolow Angreifer: Weniamin Alexandrow, Alexander Almetow, Juri Baulin, Wladimir Brunow, Igor Dekonski, Wladimir Jelisarow, Wladimir Kisseljow, Juri Kopylow, Konstantin Loktew, Juri Pantjuchow, Walentin Senjuschkin, Alexander Tscherepanow, Leonid Wolkow Cheftrainer: Anatoli Tarassow |